# Сексуално желание
Сексуалното желание е често дефинирано като мотивационно състояние и интерес в „сексуални обекти или дейности, или като искане, желание, мечта, нужда или подтик, импулс, инстинкт, неудържим стремеж за търсене на сексуални обекти или ангажиране в, взимане участие, включване в сексуални дейности“. Сексуалното желание е било наричано по много други начини, и разбирано от различни негови аспекти, като например либидо, сексуално влечение, сексуален интерес, и в по-скоро негативен аспект – сексуален апетит и дори похот.
Сексуалното желание е субективно състояние на усещанията, което може да бъде „предизвикано, както от вътрешни усещания, така и от външни знаци, което може или може да не води до открито сексуално поведение“. Сексуалното желание може да се възбуди чрез въображение и сексуални фантазии или дори само чрез възприятието на индивид, който някой намира за атрактивен. Сексуалното желание може да бъде спонтанно или в отговор на нещо, (като) реакция. Сексуалното желание е динамично, може да бъде позитивно или негативно, и може да варира по интензитет, в зависимост от желания обект/личност.
Позитивно-негативния спектър на сексуалното желание поначало е такъв: отвращение → нежелание → безразличие → интерес → желание → страст.